# Caslano
Caslano ist eine politische Gemeinde im Kreis Magliasina im Bezirk Lugano des Kantons Tessin in der Schweiz.

Caslano. Historisches Luftbild von Walter Mittelholzer (1919)

Caslano. Historisches Luftbild von Werner Friedli (1954)

## Geographie
Das Dorf liegt auf 275 m ü. M. am Luganersee, nahe der Mündung der Magliasina und 3 km östlich der Station Ponte Tresa TI der Linie Ponte Tresa-Lugano. Ihr Gebiet ragt als Halbinsel in den Luganersee, höchster Punkt der Halbinsel ist der Monte Caslano mit einer Höhe von 526 m ü. M. Das Gemeindegebiet umfasst das rechtsufrige Mündungsgebiet des Flusses Magliasina, der alte Kern am Seeufer lehnt sich an den Monte Caslano (oder Sassalto) an.
Die Nachbargemeinden sind im Norden Pura TI und Magliaso, im Osten Collina d’Oro, im Süden Brusimpiano (Italien) und im Westen Tresa.

## Geschichte
Das Dorf wurde 1126 als Castellano erstmals erwähnt. Es ist nach der Überlieferung auf einer römischen Befestigung entstanden, auf deren Existenz der alte, bis ins 18. Jahrhundert verwendete Ortsname Castellano und die kompakte Struktur des einst befestigten Ortskerns hinweisen. Zur Gemeinde gehören die Weiler Magliasina und Torrazza. Letzterer wurde nach erbitterten Kämpfen mit der Gemeinde Lavena Ponte Tresa im zwischen den eidgenössischen Orten und dem Herzogtum Mailand 1604 geschlossenen Vertrag von Varese endgültig dem Dorf zugesprochen.
Caslano bildet nach wie vor eine eigenständige Bürgergemeinde.

## Bevölkerung
Einwohnerzahlen: Volkszählungsdaten

## Tourismus
Die Gemeinde lebt vor allem vom Tourismus. Caslano hat einen schönen alten Dorfkern am Luganersee. Das Dorf ist durch die Lugano-Ponte-Tresa-Bahn an den Öffentlichen Verkehr angeschlossen. Auf dem Gemeindegebiet erstreckt sich ein Golfplatz; der Eingang befindet sich in der Nachbargemeinde Magliaso. Die Gemeinden Ponte Tresa, Caslano und Magliaso sind so stark verbaut und ineinander verwachsen, dass die Gemeindegrenzen kaum zu erkennen sind.
Um den Tourismus in der Region zu fördern wurde am 31. Juli 1935 in Caslano die Associazione Turistica Malcantonese gegründet. Ihr gehören 27 Gemeinden an.

## Gewerbe und Industrie
Die Chocolat Alprose hat in Caslano ihren Sitz und produziert dort mit rund 100 Mitarbeitern Schokolade für den Detailhandel. Das Unternehmen wurde 1957 unter dem Namen Titlis-Chocolat gegründet und gehört zur Stollwerck-Gruppe, welche 2011 von Barry Callebaut an die belgische Baronie verkauft wurde.

## Sehenswürdigkeiten
Das Dorfbild ist im Inventar der schützenswerten Ortsbilder der Schweiz (ISOS) als schützenswertes Ortsbild der Schweiz von nationaler Bedeutung eingestuft.

### Sakralbauten
- Pfarrkirche San Cristoforo[13]
- Kapelle Santa Maria delle Grazie[13]
- Friedhof mit Gräbern der Familien Azzi, Greppi und Vicari[13]
- Kirche Madonna del Rosario (Rosenkranzkirche; fertiggestellt 1739) im Ortsteil Magliasina[13]
- Betkapelle Santa Maria dei Greppi im Ortsteil Magliasina[13]
- Betkapelle della Pietà[13]

### Museen
- Museo della Pesca (Fischereimuseum) in der Villa Carolina[13][14]
- Museo Sergio Maina[13][15]
- Schokolademuseum Alprose[13][16]
- Museo dell’apparecchio fotografico e cinematografico[13][17]

### Zivilbauten
- Villa Martini-Ferretti[13]
- Luzerner Ferienwohnung[13]
- Grund- und Mittelschule (Architekten: Mario Campi, Franco Pessina)[13]
- Wohnhaus via Martelli 17 (Architekt: Aurelio Galfetti)[13]
- Wohnhaus via Camparlungo 3 (Architekten: Emilio Bernegger, Bruno Keller, Edy Quaglia)[13]
- Kindergarten (Architekten: Emilio Bernegger, Edy Quaglia)[13]
- San Michele-Viertel (Architekt: Franco Ponti)[13]
- Ehemaliges Landhaus Generalkonsul Dr. D., Via Bosconi 6 (Architekt: Fritz August Breuhaus de Groot)[13]
- Wohnhaus mit Fresko Madonna mit Kind[13]
- Wohnhaus mit Fresko Madonna mit Kind und zwei Heilige[13]
- Verschiedene Bürgerhäuser[13]; Bürgerhaus Valenghi mit Fresko San Cristoforo[13]
- Alter Kalkhochofen und Ziegelei im Ortsteil Torrazza[13]

## Sport
Der Fussballclub Associazione Calcio Malcantone ist 1999 aus der Fusion des FC Caslano mit dem FC Tresa/Monteggio entstanden.

## Infrastrukturen
- Pro Caslano[19]
- Ente Turistico del Malcantone[20]

## Bilder

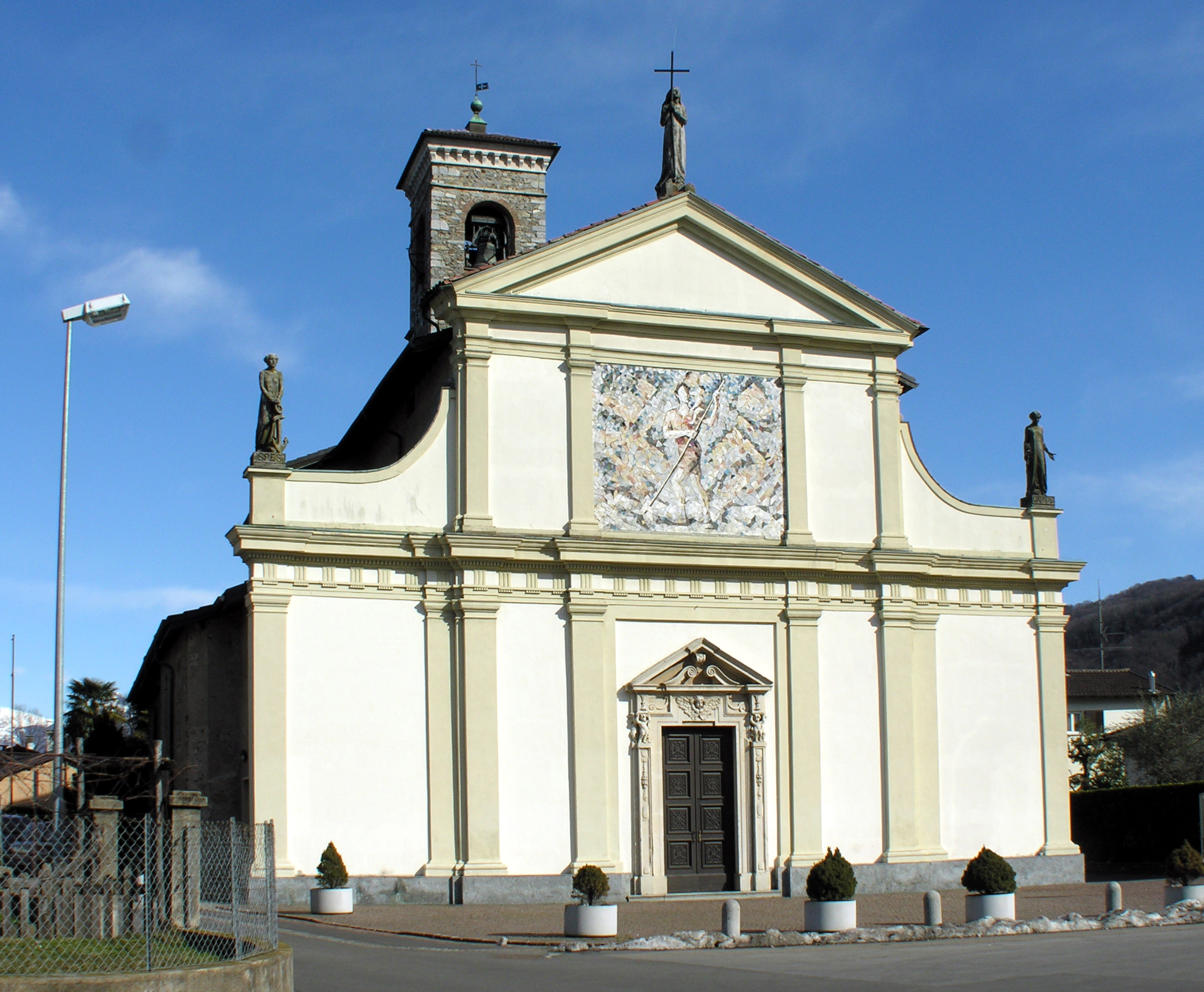
Pfarrkirche San Cristoforo
Caslano, Luftbild von Werner Friedli (Fotograf) (1963)
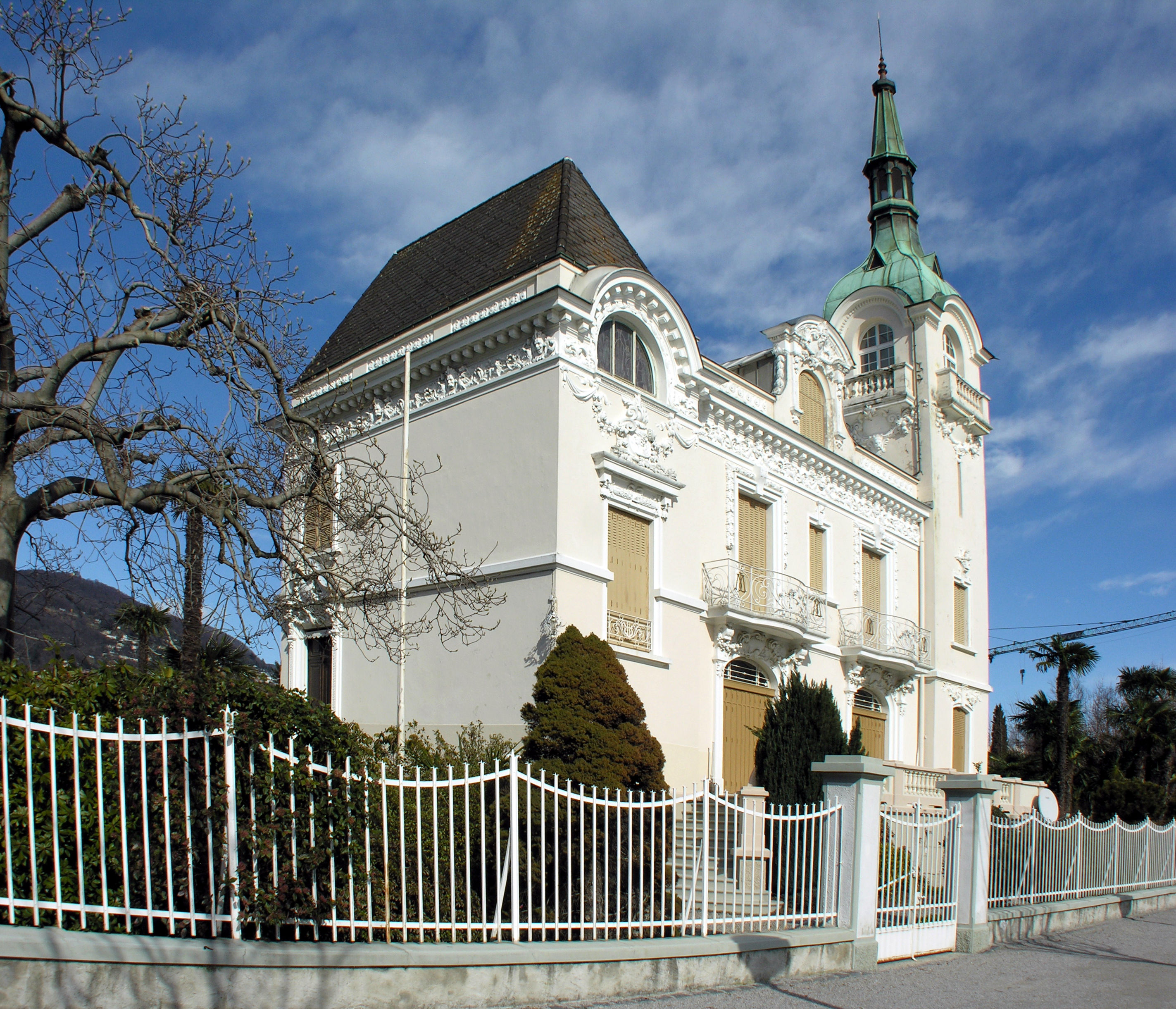
Villa Ferretti
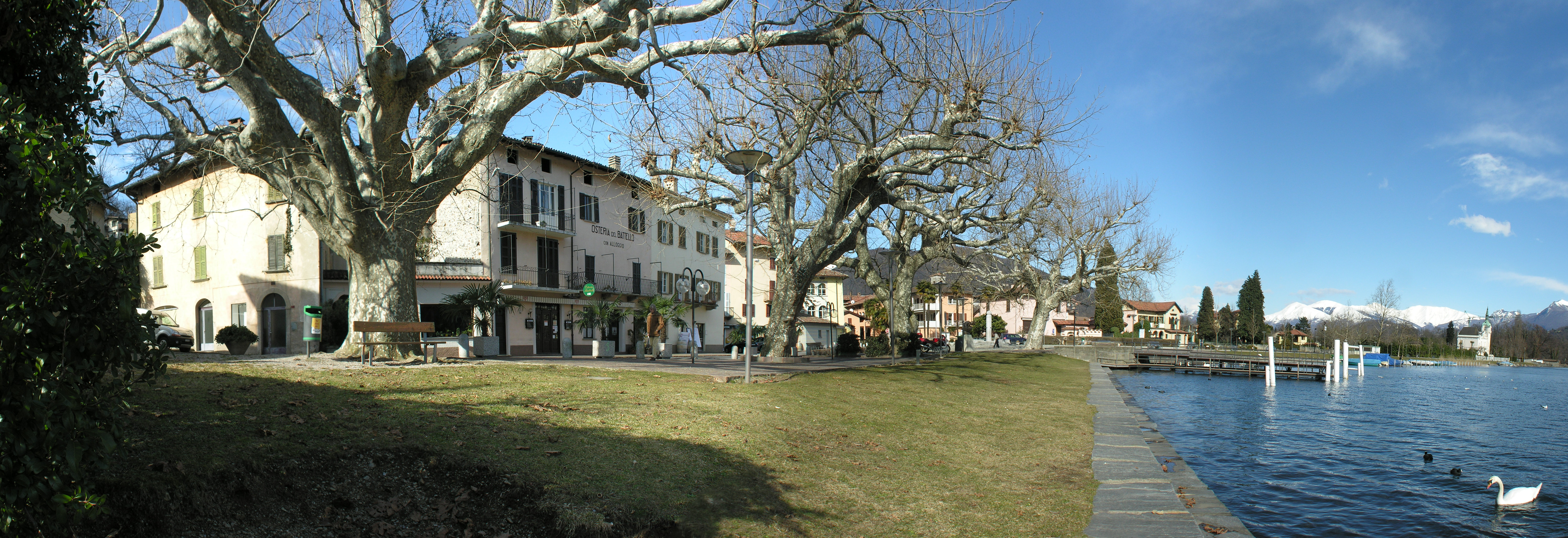
Seeufer
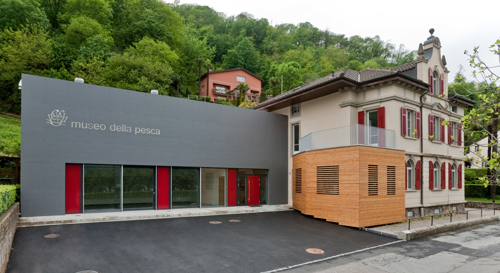
Villa Carolina (Museum der Fischerei)
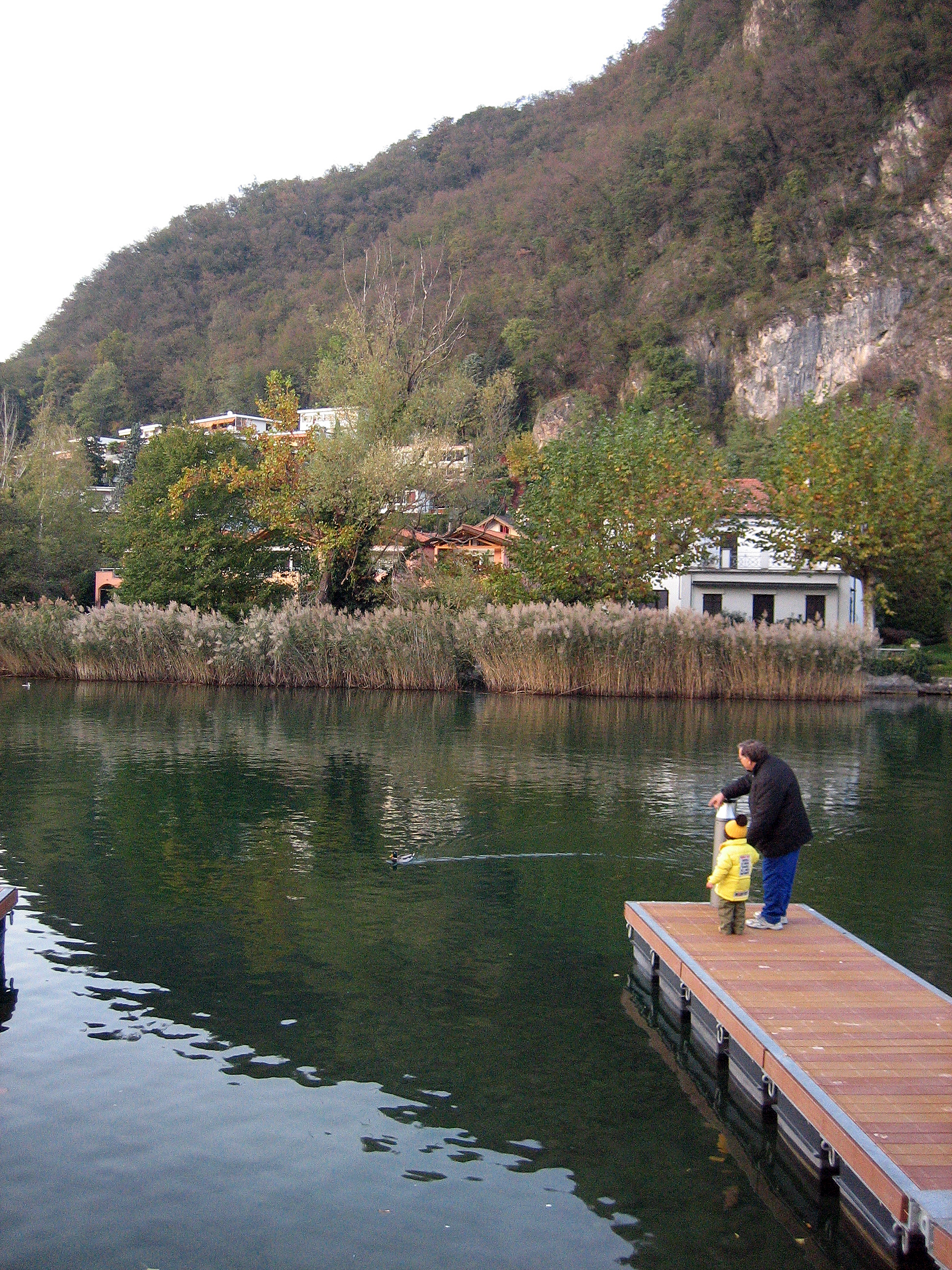
Der Ortsteil Torrazza vom italienischen Lavena aus gesehen